# Летняя Спартакиада народов СССР 1971
V летняя Спартакиада народов СССР  — проходила в Москве с 16 июля по 30 июля 1971 года.

## Описание
В общей сложности участниками Спартакиады стали 44 миллиона советских спортсменов. Соревнования были проведены в 184 225 коллективах физкультуры. В ходе Спартакиады 8827000 человек получили спортивные разряды, 7800 стали мастерами спорта СССР, а около 200 — мастерами спорта международного класса. В финальных состязаниях участвовало 7382 спортсмена. Соревнования по 23 видам спорта прошли в Москве, по парусному спорту — в Риге. На Спартакиаде было установлено 35 рекордов СССР, 19 рекордов Европы и 20 мировых рекордов. Один только тяжелоатлет Василий Алексеев за один вечер семь раз побил мировой рекорд. Первое место по результатам Спартакиады заняли спортсмены команды РСФСР, второе — сборная Москвы, третье — сборная УССР.

## Финальные соревнования
Соревнования на этой Спартакиаде проводились в трёх возрастных группах. Ниже представлена информация по соревнованиям в старшей возрастной группе.
| Вид спорта                  | Сроки проведения         | Место проведения                                                                                        | Результаты      |
| --------------------------- | ------------------------ | --- | --------------- |
| Баскетбол                   | 7—17 июля                | Москва. Спортивный дворец ЦСКА, Дворец тяжёлой атлетики ЦСКА, Игровой зал ЦСКА, Дворец спорта МИИТ      | Мужчины         |
| Бокс                        | 21—29 июля               | Москва. Дворец спорта Центрального стадиона имени В. И. Ленина, Дворец спорта «Крылья Советов»          | Результаты      |
| Борьба вольная              | 21—23 июля               | Москва. Легкоатлетический манеж имени братьев Знаменских                                                |                 |
| Борьба классическая         | 16—18 июля               | Москва. Легкоатлетический манеж имени братьев Знаменских                                                | Результаты      |
| Велосипедный спорт, трек    | 24—26 июля               | Москва. Трек стадиона Юных пионеров                                                                     |                 |
| Велосипедный спорт, шоссе   | 16, 18 июля              | Москва. Минское шоссе                                                                                   |                 |
| Водное поло                 | 20—29 июля               | Москва. Дворец водного спорта                                                                           | Результаты      |
| Волейбол                    | 19—29 июля               | Москва. Спортивный комплекс ЦСКА, Спортзал Динамо                                                       | Мужчины Женщины |
| Гандбол                     | 19—29 июля               | Москва. Малая спортивная арена Центрального стадиона имени В. И. Ленина                                 |                 |
| Гимнастика                  | 21—25 июля               | Москва. Дворец Спорта Центрального стадиона имени В. И. Ленина                                          |                 |
| Гребля академическая        | 7—8 июля                 | Москва. Спортивная база общества «Труд»                                                                 |                 |
| Гребля на байдарках и каноэ | 16—18 июля               | Москва. Водная станция «Динамо»                                                                         |                 |
| Конный спорт                | 22—29 июля               | Москва. Московский ипподром, База «Спартак»                                                             |                 |
| Лёгкая атлетика             | 16—19 июля               | Москва. Центральный стадион имени В. И. Ленина                                                          | Результаты      |
| Парусный спорт              | 16—25 июля               | Рига |                 |
| Плавание                    | 24—29 июля               | Москва. Плавательный бассейн Центрального стадиона имени В. И. Ленина                                   |                 |
| Прыжки в воду               | 25—30 января, 24—29 июля | Москва. Бассейн «Чайка»                                                                                 |                 |
| Самбо                       | 16—18 июля               | Москва. Теннисный дворец ЦСКА                                                                           |                 |
| Современное пятиборье       | 17—21 июля               | Москва. Дворец спорта «Крылья Советов», База «Спартак», Стрельбище МВО, Бассейн «Чайка», Ленинские горы | Результаты      |
| Стрелковый спорт            | 17—29 июля               | Мытищи. Стрельбище «Динамо»                                                                             |                 |
| Стендовая стрельба          | 22—26 июля               | Мытищи. Стрельбище «Динамо»                                                                             |                 |
| Стрельба из лука            | 3—6 июля                 | Москва. Центральный стадион имени В. И. Ленина                                                          |                 |
| Тяжёлая атлетика            | 16—24 июля               | Москва. Дворец тяжёлой атлетики ЦСКА                                                                    |                 |
| Фехтование                  | 21—29 июля               | Москва. Дворец спорта «Крылья Советов»                                                                  |                 |

## V летняя Спартакиада народов СССР в филателии
- Почтовые марки СССР, 1971 год
- V летняя спартакиада народов СССР. Баскетбол
- V летняя спартакиада народов СССР. Борьба
- V летняя спартакиада народов СССР. Конный спорт
- V летняя спартакиада народов СССР. Легкая атлетика
- V летняя спартакиада народов СССР. Стрельба из лука